# Casapinta
Casapinta – miejscowość i gmina we Włoszech, w regionie Piemont, w prowincji Biella.
Według danych na styczeń 2009 gminę zamieszkiwało 468 osób przy gęstości zaludnienia 161,4 os./1 km².